# Contea di Baiyü
La contea di Baiyü (白玉县S, Báiyù XiànP) è una contea della Cina, situata nella provincia di Sichuan e amministrata dalla prefettura autonoma tibetana di Garzê.